# أكين كولوغلو
أكين كولوغلو (بالتركية: Akın Kuloğlu)‏ (6 فبراير 1972 – 20 أغسطس 2001) هو ملاكم تركي راحل، مثّل بلاده في الألعاب الأولمبية الصيفية في دورتي 1996 و2000.

## روابط خارجية
أكين كولوغلو على موقع أوليمبيديا (الإنجليزية)